# 二没食子酸
二没食子酸 (Digallic acid) は、マスチックノキに含まれるポリフェノール化合物である。タンニン酸分子の構造にも含まれる。二没食子酸エステルには、メタ位にデプシド結合を持つものと、パラ位に持つものがある。
タンナーゼは、二没食子酸を加水分解して没食子酸を作る酵素である。この酵素は、ガロタンニンから二没食子酸を作ることもできる。